# Monastère de Snagov
Le monastère de Snagov est un monastère orthodoxe fondé par Mircea Ier, grand-père de Vlad III, aujourd'hui en Roumanie.